# Асвеја
Асвеја или Освеја (блр. Асвея; рус. Освея) насељено је место са административним статусом варошице (городской посёлок) на крајњем северу Републике Белорусије и Витепске области, недалеко од тромеђе са Русијом и Летонијом. Административно припада Горњодвинском рејону.
Према проценама о броју становника из 2014. у вароши је живело 1.200 становника.

## Географија
Асвеја лежи на јужној обали Асвејског језера, на око 40 км северно од административног центра Горњодвинског рејона, града Верхњедвинска, и на око 37 км од железничке станице на линији Полацк—Даугавпилс. 

## Историја
Насеље Асвеја у писаним изворима први пут се помиње у списима из 1503. године, а име је добило по истоименом језеру на чијим јужним обалама се формирало. Током XVI века постаје један од окружних центара Полацког војводства, а 1695. добија статус града у границама Велике Кнежевине Литваније. Од 1772. постаје делом Руске Империје.
После Октобарска револуција улази у састав Белоруске ССР. У периоду 1924—1959. административни центар истоименог рејона. Садашњи административни статус има од 1938, а у садашњим административним границама је од 1959. године.

## Демографија
Према резултатима пописа из 2009. у вароши је живело 1.300 становника.
| 1897. | 1959. | 1970. | 1979. | 1989. | 2009. | 2014.  |
| ----- | ----- | ----- | ----- | ----- | ----- | ------ |
| ---   | ---   | ---   | ---   | ---   | 1.300 | 1.200* |

Напомене - * Резултат процене статистичког завода Белорусије. 